# Isoinokosteron

Strukturformel

Isoinokosteron, 20-hydroxyecdysteron, 20E  eller ekdysteron är ett polyhydroxylerat steroidhormon. Ämnet är vanligt hos insekter, där det behövs för skalömsning och metamorfos, omvandlingen från larv till färdig insekt. Isoinokosteron förekommer även hos vissa växter, där ämnet skyddar växten mot insektsangrepp. Däggdjur saknar den receptor för hormonet som insekterna har, men hormonet verkar påverka människokroppen även om det råder oenighet om exakt hur den verkar. 
Enligt en publicerad studie utförd av WADA (World Anti-Doping Agency) ledde tillskott av Ekdysteron till kraftigt ökad muskeltillväxt och styrka i deltagarna vid styrketräning  . Ekdysteron är inte dopingklassat men är listat i WADAS "Monitoring Program" , en lista för att undersöka hur vissa prestationsförhöjande ämnen används i olika idrotter. 
Isoinokosteron har den kemiska formeln C27H44O17.